# المعرفة (مجلة مصرية)

غلاف العدد الأول من مجلة المعرفة

المَعْرِفَة هي مجلة أسبوعية أصدرتها مؤسسة الأهرام بالقاهرة بمصر كل يوم خميس بين 1 أبريل 1971 و15 مايو 1975.